# Jacob Ngwira
Jacob Ngwira (né le 17 septembre 1985) est un footballeur malawite. Il joue au poste de milieu de terrain avec l'équipe sud-africaine du Carara Kicks.

## Buts internationaux
|    | Date            | Lieu                             | Adversaire    | Résultat | Compétition                        |
| -- | --------------- | -------------------------------- | ------------- | -------- | ---------------------------------- |
| 1. | 10 octobre 2009 | Kamuzu Stadium, Blantyre, Malawi | Côte d'Ivoire | 1-1      | Qualifications coupe du monde 2010 |